# Gutierre de Hevia
Gutierre de Hevia y Valdés marino español, miembro de una familia de la hidalguía asturiana. Teniente general de la Real Armada Española y primer marqués del Real Transporte y primer vizconde del Buen Viaje, títulos que le fueron concedidos por ser el encargado de traer al rey Carlos III desde Nápoles a España. Fue, además, Jefe de la Real Armada española y comandante principal de los batallones de marina.

## Biografía
Nació en Italia, en Tortona, y desde muy joven comenzó a dedicarse al mar. Sentó plaza de guardiamarina el 20 de julio de 1720 en la compañía del departamento de Cádiz. 
Su primer destino en el mar fue en el navío Catalán, en el año 1722, donde tras realizar una misión regresó a su compañía. Tiene problemas con la justicia por culpa de un duelo en el que mata a otro guardiamarina por lo que por un tiempo se tiene que refugiar en sagrado para huir de la justicia.
En 1740 es ascendido a capitán de fragata, y con su nuevo rango cruza el océano rumbo a América en la escuadra de Rodrigo de Torres. En Cartagena de Indias es transbordado a uno de los navíos que se pone al mando del general Blas de Lezo. Junto a este General, participa en la célebre batalla de Cartagena de Indias donde es herido.
En 1747, al mando del navío Nueva España con el que se mantiene hasta 1751 cuando pasa al puerto de La Habana, para realizar el corso contra el comercio ilícito, estando a sus órdenes una división compuesta por los navíos Castilla y Europa y las fragatas Aurora y Bizarra y el paquebote Diligente, realizando esta meritoria labor hasta el año de 1755. Al año siguiente obtiene el mando del navío Tigre y es nombrado comandante interino de los batallones de infantería de marina.
El día diecinueve de agosto del año de 1759, se le dio el mando del navío Fénix, en el que arboló su insignia el capitán general de la armada don Juan José Navarro, Marqués de la Victoria, y se trajeron a España a su nuevo rey Carlos III, desde Nápoles, de donde era rey, y a toda la familia real. Por este viaje el rey concedió muchos ascensos y títulos, siendo uno de ellos para Hevia quien en el año de 1760, se le concedieron los títulos de marqués del Real Transporte y vizconde del Buen Viaje.
En 1759 fue ascendido a jefe de escuadra y, además, se le concedió en propiedad el de comandante principal de los batallones de infantería de marina que hasta entonces había sido interino. En 1760, al mando de una división, compuesta por dos navíos el Aquilón y el Firme, se trasladaron a Cartagena para que se le unieran otros dos navíos y una fragata, cruzaron entonces el mar de Alborán, para poner en fuga varios jabeques argelinos que huyeron a mar abierto sin que fueran capturados.

## Ataque inglés a La Habana
El 14 de abril de 1761 salió con destino a La Habana con escuadra compuesta de los navíos Tigre, Asia y Vencedor, estando en este puerto, la escuadra quedó reforzada por los que allí habían, llegando a tener en total doce navíos, cuatro fragatas y algunos buques menores. El puerto fue atacado por la escuadra del almirante Pocock, y del general Albemarle, se produjo una batalla en la que los ingleses tomaron el Castillo de los Tres Reyes Magos del Morro de La Habana. 
Prisionero del enemigo, es transportado a España junto al resto de los soldados españoles del combate. Se les formó un consejo de guerra presidido por el conde de Aranda, donde los oficiales supervivientes reciben distintos castigos, Hevia y el gobernador Juan de Prado y Portocarrero son privados de sus empleos militares de por vida así como de un destierro por diez años.

## Últimos días
Gracias al apoyo de su suegro Juan José Navarro, Marqués de la Victoria es indultado por el rey con motivo de la boda del príncipe de Asturias y en 1765 recupera su empleo. Además, recibe el mando de los batallones de infantería de marina como comandante principal. En 1772 recibe el cargo interino de director de la armada y el mando del departamento de Cádiz. Murió ese mismo año en la Isla de León.
- Datos: Q3121418